# 舌下動脈
舌下動脈（ぜっかどうみゃく）は、頭頸部の動脈の一つ。舌動脈の枝。舌骨舌筋前縁部にて起こり、オトガイ舌筋と顎舌骨筋の間を前方に走行し、舌下腺へと向かう。
舌下腺に栄養を供給するほか、顎舌骨筋およびその隣接している筋肉および口腔粘膜にも枝を出す。
枝の一つは、下顎歯槽突起後方を走行し、反対側の枝と吻合する。また、顎舌骨筋を貫き、顔面動脈の枝のオトガイ下動脈と吻合する枝もある。